# Пшеводзишовицкая сторожевая башня
Пшеводзишовицкая сторожевая башня (пол. Strażnica Przewodziszowice, Strażnica Przewodziszowicka) — руины каменной оборонной сторожевой башни, расположенной возле бывшего села Пшеводзишовицы (ныне часть города Жарки) на Краковско-Ченстоховской возвышенности.

## История
Единственным остатком башни в наше время является частично реконструированная стена длиной 26 м, высотой до 10 м, толщина которой местами составляет 1,8 м. Вероятно, у подножия скалы некогда существовал подзамок, защищенный валом и рвом. Сторожевую башню, вероятно, построили в XIV веке или на рубеже XIV—XV веков. Существуют две теории ее происхождения. По мнению некоторых историков, ее построили по приказу польского короля Казимира Великого. Вместе с Сулишовицкой сторожевой башней она усиливала оборону замка Остренжник. Другие историки считают, что башню построил силезский князь Владислав Опольчик для защиты своих феодальных территорий. В 1426—1454 годах башня была резиденцией рыцаря-разбойника Николая Корнича, которого называли «Племянником». Он нападал и грабил только богатых купцов и вельмож, за что его любило местное крестьянское население. Согласно легенде, сокровища, которые он награбил, были спрятаны в труднодоступных ущельях или в замковом колодце.

## Скалолазание
Скала с башней находится на небольшой площадке. Она состоит из известняка, имеет высоту 12-17 м и используется для скалолазания. Имеет наклонные, вертикальные или нависающие стены с каминами, ребрами, внутренними углами и т. д. На скале проходит 31 альпинистский маршртут различной сложности (II—VI.6 по шкале Куртыки), большинство из которых оборудованы соответствующими средствами безопасности.

## Галерея

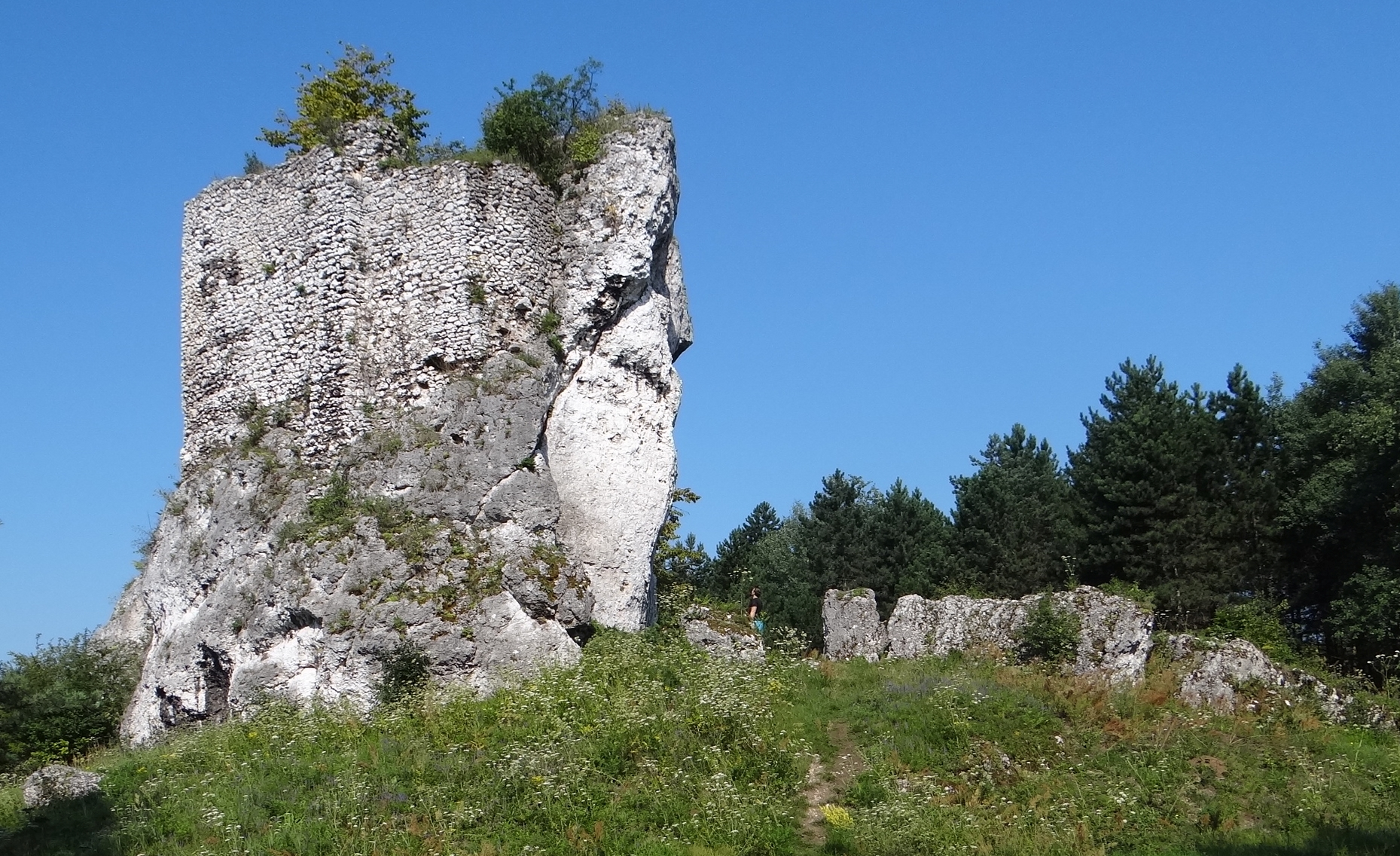
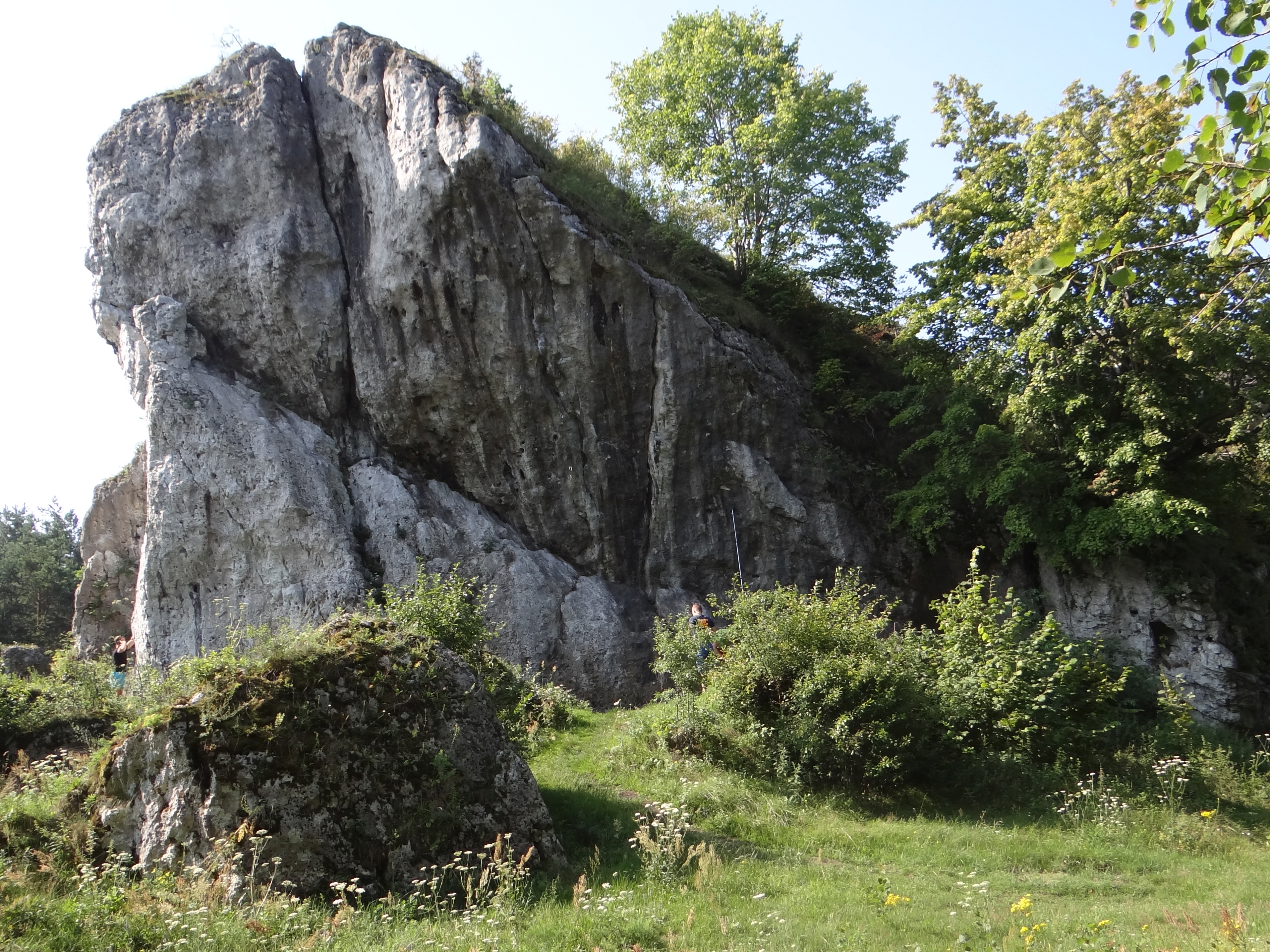
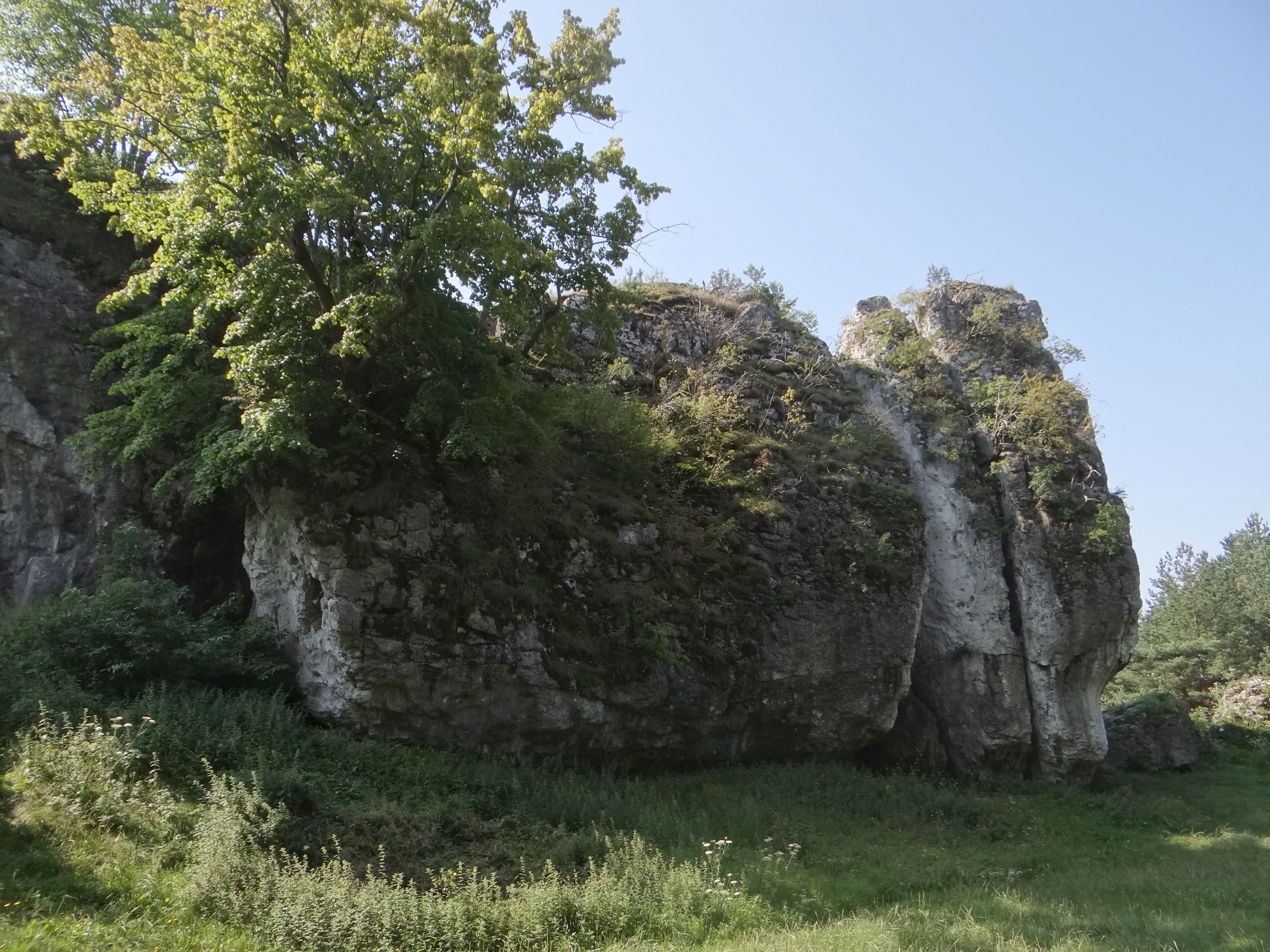
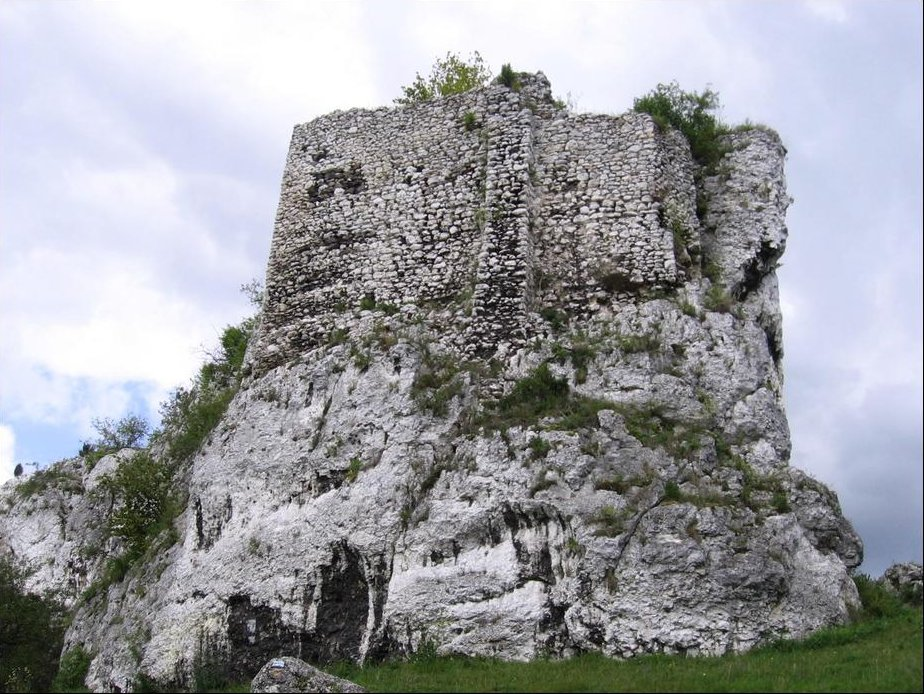